# Ořešín
Ořešín – historyczna gmina, dzielnica i gmina katastralna, a od 24 listopada 1990 pod nazwą Brno-Ořešín również część miasta w północnej części Brna, o powierzchni 306,53 ha. Istnieje 7 ulic i 204 zarejestrowanych adresów.